# Покровка (Баймацький район)
Покро́вка (рос. Покровка, башк. Покровка) — присілок (колишнє селище) у складі Баймацького району Башкортостану, Росія. Входить до складу Зілаїрського сільської ради.
До 9 лютого 2008 року присілок називався — Покровського отділення.
Населення — 167 осіб (2010; 224 в 2002).
Національний склад:
- башкири — 73%